# 施蘭芳
施蘭芳（法語：Françoise Zylberberg，1944年—2010年8月3日），生於法國巴黎，擁有中華民國國籍，曾任國立臺灣大學外文系教授，在台灣教授法文超過三十年。她在台灣創辦了第一間以法文書為主的書店－信鴿書店。因長期在台灣推廣法國文化，擔任法國文化大使，在台灣文化圈中享有盛名。

## 生平
施蘭芳教授出生在一個法國猶太人家庭。1969年在巴黎第七大學對外國學生教授法文。當時以文化大革命的典故，取漢名施百兵。
1979年，因巴黎第七大學與台灣大學外文系進行合作計劃，與畢安生來台，擔任交換講師，在台灣教授法文。該計劃原以二年為期，但施蘭芳與畢安生因喜愛台灣的生活，從此定居台灣。因仰慕梅蘭芳，改中文名為施蘭芳。她熱愛台灣文化，曾經以台灣的民俗風景為主題，發行一系列主題明信片，向法國人介紹台灣。並曾主持電視教學節目《夥伴們！來學法文！》。
1999年，在台北創辦信鴿書店（Le Pigeonnier），是台灣第一間法文書店。
2010年3月，獲法國文化部長頒贈藝術暨文學騎士勛章（ordre des Arts et Lettres），以表彰她在台法文化交流上的貢獻。8月3日，因肺癌病逝，享壽66歲。

## 外部連結
- 施蘭芳病逝　台法藝文界不捨
- 信鴿書店 （页面存档备份，存于）